# Gigantodiaptomus simillimus
Gigantodiaptomus simillimus is een eenoogkreeftjessoort uit de familie van de Diaptomidae. De wetenschappelijke naam van de soort is voor het eerst geldig gepubliceerd in 2005 door Stepanova.